# Boffzen (kommunfritt område)
Boffzen är ett kommunfritt område i Landkreis Holzminden i förbundslandet Niedersachsen i Tyskland.